# Чемпионат Беларуси по шашечной композиции 2010
Чемпионат Белоруссии по шашечной композиции 2010, оригинальное название — Второй этап XV чемпионата Беларуси по шашечной композиции — национальное спортивное соревнование по шашечной композиции. Организатор — комиссия по композиции Белорусской Федерации Шашек. Соревнования проходили заочно с 10 февраля 2010 года по 20 декабря 2010 года.
Выполнившим квалификационные разрядные нормы, согласно действующей ЕСК РБ, могли присваиваться разряды и звания по шашечной композиции.

## О турнире
Начиная с 1991 года, белорусские чемпионаты стали проводиться раз в два года, при этом разделив соревнования по русским и международным шашкам на ежегодные этапы чемпионата. Суммирования очков этапов не производилось. Таким образом, в XV чемпионате Беларуси по шашечной композиции на 1-м этапе в 2009-м соревновались в русские шашки, а на 2-м этапе — в международные.
Чемпионат проводился в целях:
— Выявления лучших произведений, созданных за период с 1 апреля 2008 г. по 10 апреля 2010 г.
— Определения сильнейших шашечных композиторов республики за указанный период
— Повышения мастерства шашечных композиторов
— Популяризации шашек средствами шашечной композиции.
Соревнования проводились в 4 дисциплинах: миниатюры, проблемы, задачи, этюды.
Каждый участник может представить на чемпионат не более шести произведений (композиций) в разделе, созданных самостоятельно или в соавторстве, новых или опубликованных после 31 марта 2008 года. Если композиция является исправлением ранее забракованной, то автор должен привести первое место публикации позиции, которая исправляется и саму позицию с решением. Исправление и углубление ранее составленных и опубликованных композиций в сроках не ограничивается, но если она уже участвовала в чемпионатах Беларуси и получала положительную оценку, то предшествовавшая позиция будет рассматриваться как ИП. Допускаются композиции, которые ошибочно не были оценены в предыдущих соревнованиях.
Коллективное произведение идет в зачет соавтору, представившему это произведение на данное соревнование. Композиции высылаются, как обычной, так и электронной почтой с полным решением в краткой записи: указанием композиционных ветвей, ложных следов и других комментариев, финалов в задачах, а также первоисточника, участия в других соревнованиях и полученных оценок. Для новых композиций указывается, что они не опубликованы.
Судейская бригада не имела право принимать участие ни в одном из разделов.

## Судейская коллегия
Состав:
- координатор — Василий Владимирович Гребенко (Беларусь)
- по три судьи в каждом разделе —

Этюды-100
Судьи: Миленко Лепшич (Хорватия), Римас Мацкявичюс (Литва), Александр Катюха Катюха (Украина)
Задачи-100
Судьи: Михаил Фёдоров, Владимир Рычка (оба — Украина), Александр Резанко (Беларусь)
Миниатюры — 100 и Проблемы — 100
Судьи: Иван Ивацко (Украина), Владимир Матус, Григорий Шестериков (оба — Россия)

## Подведение итогов
Победители каждого раздела чемпионата определялись по сумме очков четырёх лучших (зачетных) композиций. При равенстве этих показателей победитель определяется по:
а) более высокой оценке лучшего произведения;
б) при равенстве этого показателя присваивается дележ места.

## Ход турнира
Леонид Витошкин (Гомель) вновь стал триумфатором чемпионата, завоевав две золотые медали. У Виктора Шульги (Минск) — три медали: две серебряные награды и одна бронзовая.

## Спортивные результаты
Миниатюры-100.
 Леонид Витошкин — 26 очков.  Виктор Шульга — 24.  Александр Коготько — 23,5. 4. Дмитрий Камчицкий — 20,75. 5. Виталий Ворушило — 19,5. 6. Пётр Кожановский — 19,25. 7. Пётр Шклудов — 18,0. 8. Николай Грушевский — 17,75. 9. Григорий Кравцов — 7,75.
Проблемы-100.
 Пётр Шклудов — 28,75.  Виктор Шульга — 26,25.  Дмитрий Камчицкий — 25,75. 4. Николай Грушевский — 24,5. 5. Пётр Кожановский — 17,0. 6. Виталий Ворушило — 21,75. 7-8 Николай Крышталь и Леонид Витошкин — 21,25. 9. Григорий Кравцов — 20,5. 10. Александр Коготько — 9,75.
Этюды-100.
 Леонид Витошкин — 23,5.  Пётр Кожановский 15,5.  Виктор Шульга — 12,0. 4. Дмитрий Камчицкий — 10,5. 5. Пётр Шклудов — 9,0. 6. Александр Коготько — 4,5. 7. Григорий Кравцов — 3,0. 8. Виталий Ворушило — 1,0.
Задачи-100.
 Николай Бобровник — 32,5.  Анатолий Шабалин — 24,5.  Николай Крышталь — 22,75. 4. Владимир Сухоруков — 15,25.5.Леонид Витошкин — 12,25. 6. Александр Шурпин — 8,75. 7. Пётр Шклудов — 3,0.

## Награждение
Победителю каждого раздела присвоено звание чемпиона Республики Беларусь по шашечной композиции. Они награждены дипломами I степени, медалями. Участники, занявшие второе и третье места, награждены соответственно дипломами II и III степени, медалями.